# هايرودن عمر
هايرودن بن عمر (بالملايوية: Hairuddin Omar)، من مواليد 29 سبتمبر 1979 في ترينغانو في ماليزيا، لاعب كرة قدم ماليزي.
بدأ مسيرته الكروية مع نادي ترينغانو في عام 2000، ولعب معهم حتى عام 2002، ومنذ عام 2002 وهو يلعب مع نادي باهانغ.
و قد بدأ باللعب مع منتخب ماليزيا لكرة القدم في عام 2000.

## روابط خارجية
- هايرودن عمر على موقع قاعدة بيانات كرة القدم.إي يو (الإنجليزية)
- هايرودن عمر على موقع ناشيونال فوتبول تيمز (الإنجليزية)
- هايرودن عمر على موقع Soccerway.com (الإنجليزية)
- هايرودن عمر على موقع كووورة